# Eupithecia horrida
Eupithecia horrida es una especie de polilla de la familia Geometridae. La especie fue descrita por primera vez por András Mátyás Vojnits habiendo sido descrita en 1980, con distribución en China, especialmente la provincia de Yunnan. El holotipo de la especie fue descrita en Lijiang, al norte de Yunnan. La polilla pertenece al grupo de especies Eupithecia lariciata, polillas del este y el sur de Asia y una polilla de Europa.